# Dicranota circipunctata
Dicranota circipunctata är en tvåvingeart som beskrevs av Alexander 1949. Dicranota circipunctata ingår i släktet Dicranota och familjen hårögonharkrankar. Inga underarter finns listade i Catalogue of Life.